# Untere Hemmersuppenalm
Die Untere Hemmersuppenalm ist eine Alm in der Gemeinde Reit im Winkl. Sie ist Teil des Almgebiets Hemmersuppenalm.
Der Stadl auf der Unteren Hemmersuppenalm steht unter Denkmalschutz und ist unter der Nummer D-1-89-139-50 in die Bayerische Denkmalliste eingetragen.

## Baubeschreibung
Beim Stallstadl auf der Unteren Hemmersuppenalm handelt es sich um einen stattlichen Bau mit überkämmtem Blockbau-Obergeschoss, der vermutlich in der zweiten Hälfte des 18. Jahrhunderts errichtet wurde.

## Heutige Nutzung
Die Hemmersuppenalm ist bestoßen, die Hindenburghütte und der Sulznerkaser sind bewirtet.

## Lage
Die Untere Hemmersuppenalm befindet sich in den Chiemgauer Alpen südwestlich vom Gipfel des Nattersbergs auf einer Höhe von 1130 m ü. NN bis 1180 m ü. NN.